# 伊莎贝拉·比顿

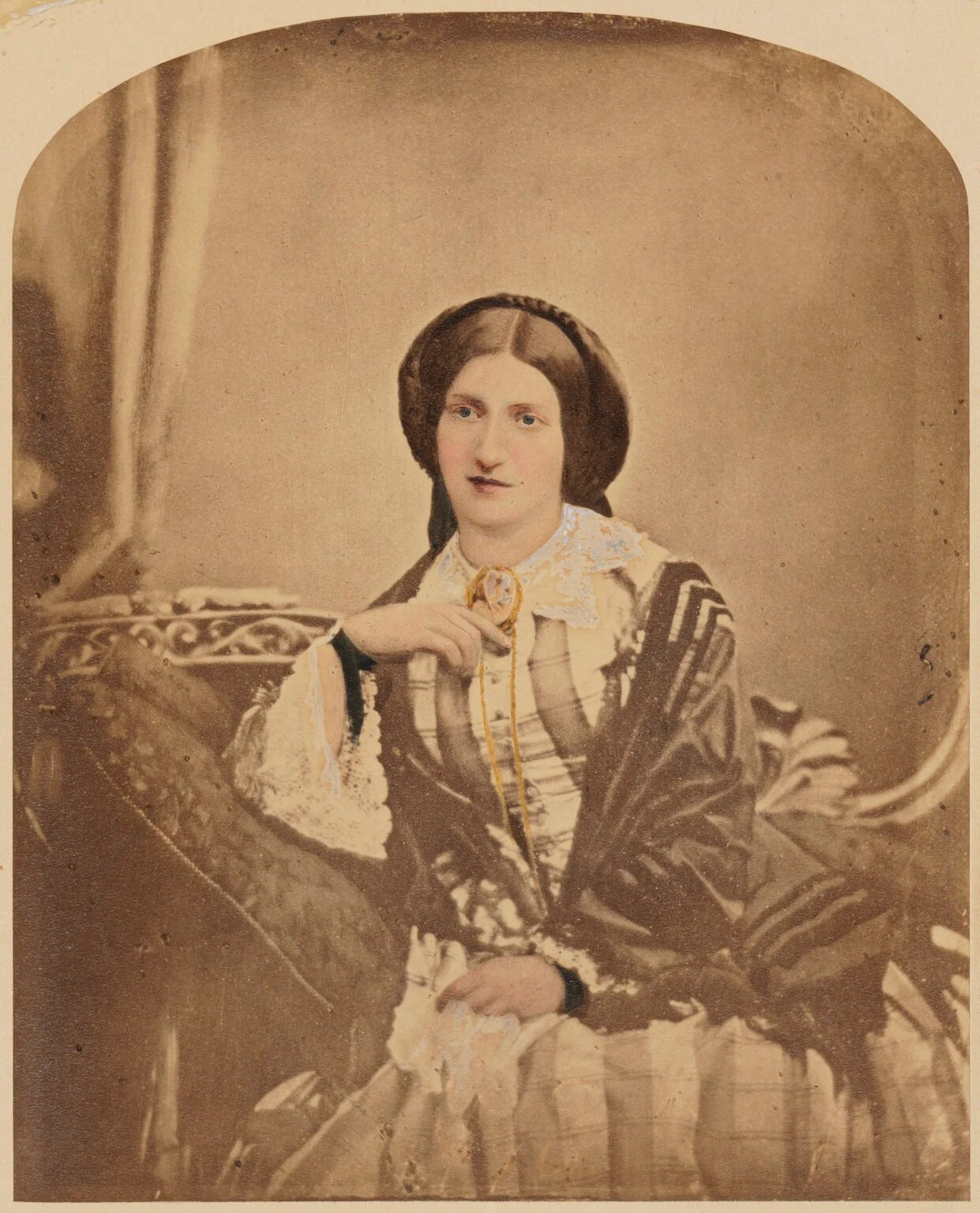
伊莎贝拉·比顿，摄于约1854年

伊莎贝拉·玛丽·比顿（Isabella Mary Beeton，1836年3月14日-1865年2月6日），人称比顿夫人（Mrs Beeton），是一位英国记者、编辑和作家。生于伦敦，丈夫是出版商兼杂志编辑塞缪尔·奥查特·比顿（Samuel Orchart Beeton） 。
1857年，婚后不到一年，比顿开始在丈夫的雜誌《英国妇女家庭杂志》上撰稿。她翻译法国小说并寫了一些與烹饪有關的文章。1865年2月，她因产褥热去世，享年28岁。她生了四个孩子，其中两个夭折，并有过几次流产。她的两位传记作者南希·斯佩恩 (Nancy Spain)和凯瑟琳·休斯 (Kathryn Hughes) 提出了这样的理论：塞缪尔在婚前与一名妓女发生关系时不知不觉地感染了梅毒，并在不知不觉中将这种疾病传染给了他的妻子。
比顿去世后， 《家政书》经过多次编辑、修订和扩充，截至 2016 年仍在印刷。美食作家表示，该书的后续版本与原版相差甚远，质量也远低于原版。一些烹饪作家，包括伊丽莎白·戴维和克拉丽莎·迪克森·赖特，都批评了比顿的作品，特别是她使用别人的食谱。另一些人，如美食作家比·威尔逊，则认为这种非难被夸大了，应该认为比顿和她的作品是非凡的、令人钦佩的。她的名字已经与维多利亚时代烹饪和家庭管理的知识和权威联系在一起，牛津英语词典指出，到 1891 年，“比顿夫人”一词已经成为家庭权威的通用名称。她也被认为对维多利亚时代中产阶级身份的建立或塑造产生了强大的影响。

## 传

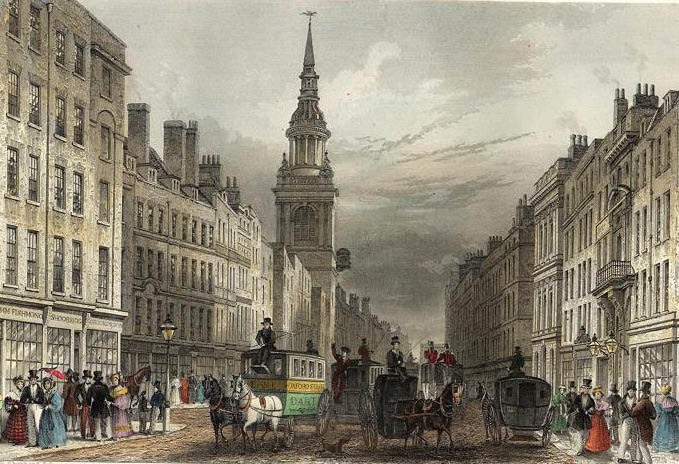
伦敦奇普赛德，伊莎贝拉和她的家人于 1836 年搬到这里

### 早年生活（1836–1854）

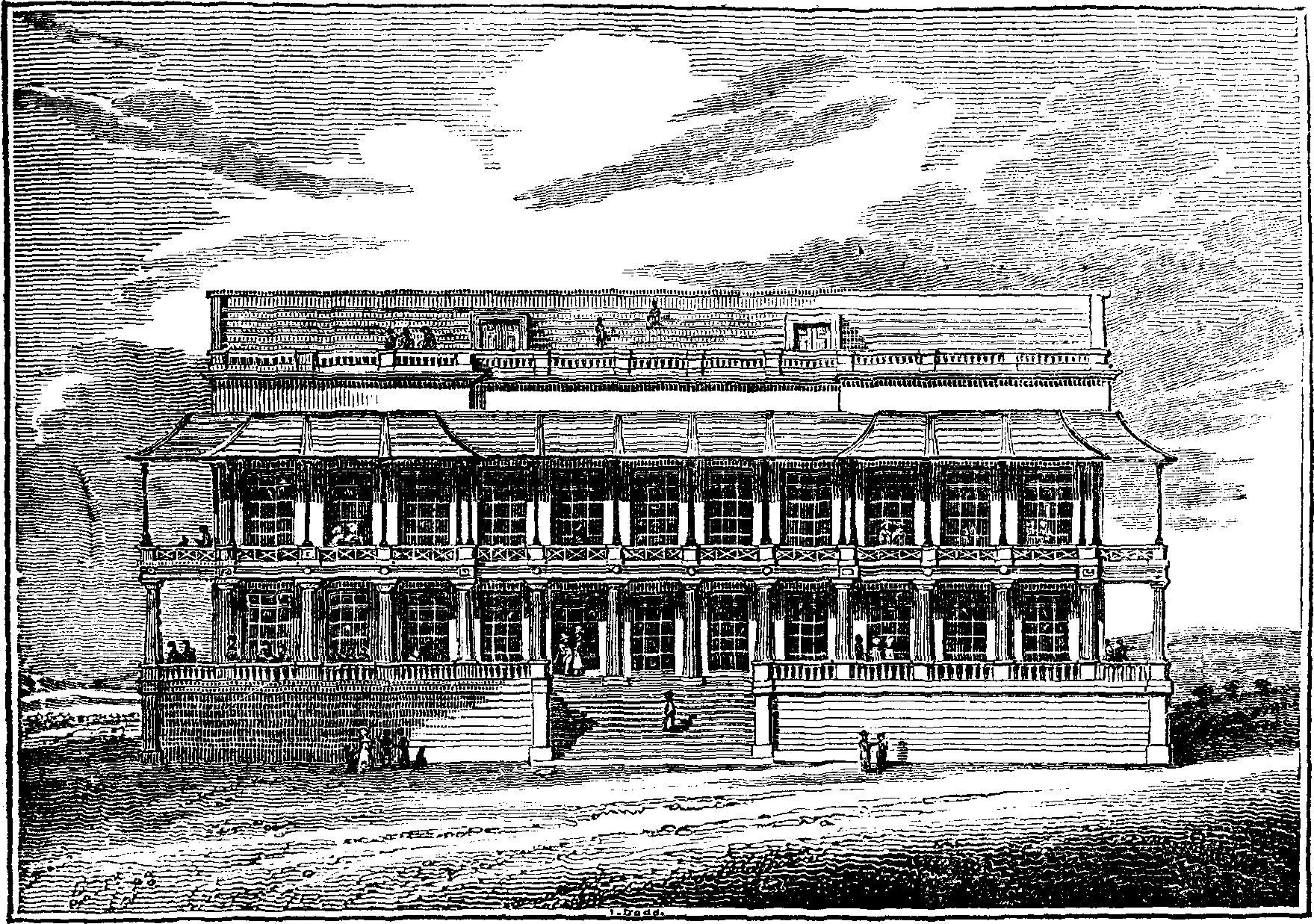
1829 年埃普索姆赛马场的新赛马看台。

伊莎贝拉·梅森于 1836 年 3 月 14 日出生于伦敦马里波恩。她是亚麻布商人本杰明·梅森 (Benjamin Mayson)和他的妻子伊丽莎白 (Elizabeth，娘家姓杰罗姆) 的三个女儿中的长女。伊莎贝拉出生后不久，全家搬到了齐普赛德的牛奶街 (Milk Street )，本杰明也从那里开始经商。伊莎贝拉四岁时，本杰明去世，伊丽莎白怀孕了，无法独自抚养孩子，同时还要维持本杰明的生意，于是把两个大女儿送到亲戚家生活。伊莎贝拉去和刚丧偶的祖父一起住在坎伯兰郡的大奥尔顿，不过在接下来的两年里她就回到了母亲身边。
本杰明去世三年后，伊丽莎白嫁给了鳏夫亨利·多林，育有四个子女。亨利是埃普索姆赛马场的职员，并被授予赛马场内的住所。全家，包括伊丽莎白的母亲，搬到了萨里郡。在接下来的二十年里，亨利和伊丽莎白又生了十三个孩子。伊莎贝拉在兄弟姐妹的成长过程中发挥了重要作用，并称他们为“一群活着的孩子”。这段经历让她在如何管理家庭和家务方面积累了丰富的见解和经验。
在伊斯灵顿的一所寄宿学校接受了短暂的教育后，伊莎贝拉于 1851 年被送往德国海德堡上学，她的继妹简·多林也陪同她前往。伊莎贝拉精通钢琴，法语和德语也十分出色；她还获得了制作糕点的知识和经验。 1854 年夏天，她回到了埃普索姆，并向当地一位面包师学习了进一步的糕点制作。

### 婚姻与事业，1854年至1861年

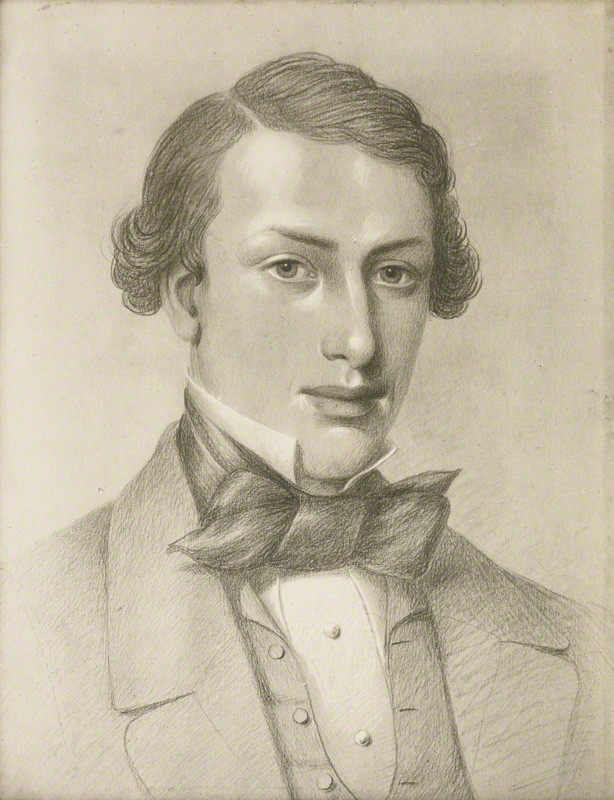
1860 年的塞缪尔·奥查特·比顿

1854年左右，伊莎贝拉·梅森开始与塞缪尔·奥查特·比顿交往。塞缪尔一家与梅森一家同时住在牛奶街（米尔克街），塞缪尔的父亲仍在那里经营海豚酒馆（Dolphin Tavern），塞缪尔的姐妹们也和伊莎贝拉就读于同一所海德堡学校。塞缪尔是哈里特·比彻·斯托1852年出版的《汤姆叔叔的小屋》的第一位英国出版商，他还出版了两本具有创新性和开拓性的期刊： 1852 年的《英国妇女家庭杂志》和1855 年的《男孩自己的杂志》。  1855 年，两人开始大量通信，伊莎贝拉在信中署名“胖子”，并于 1855 年 6 月宣布订婚。次年 7 月，他们在埃普索姆的圣马丁教堂举行了婚礼，并在《泰晤士报》上宣布了婚礼。塞缪尔是“一位谨慎但坚定地信奉女性平等的人” ，无论在私人生活还是职业生活中，他们都是平等的伙伴关系。这对夫妇前往巴黎度过了为期三周的蜜月，之后塞缪尔的母亲也随他们一起去了海德堡。他们于8月返回英国，并搬进了位于平纳的一栋大型意式别墅——钱多斯别墅2号（2 Chandos Villas） 。
蜜月旅行回来后不到一个月，比顿就怀孕了。在孩子出生前几周，塞缪尔说服妻子为《英国妇女家庭杂志》撰稿。美食作家玛丽·艾利特和奥利夫·奥迪什认为，这本杂志“旨在让女性安于家庭生活，而不是让她们对外面的世界产生兴趣”。这本杂志价格适中，目标读者是年轻的中产阶级女性，取得了商业上的成功，到 1856 年每月销售量达到 5 万期。比顿开始翻译法国小说，以短篇小说或连载形式出版。此后不久，她开始撰写烹饪专栏——该专栏在前任记者离开后的六个月里一直处于停滞状态——以及家庭文章。比顿的儿子塞缪尔·奥查特出生于 1857 年 5 月底，但于同年 8 月底去世。死亡证明上，死因是腹泻和霍乱，但休斯推测，老塞缪尔在婚前与一名妓女发生关系时不知不觉地感染了梅毒，并且无意中将这种疾病传染给了他的妻子，进而传染给了他的儿子。

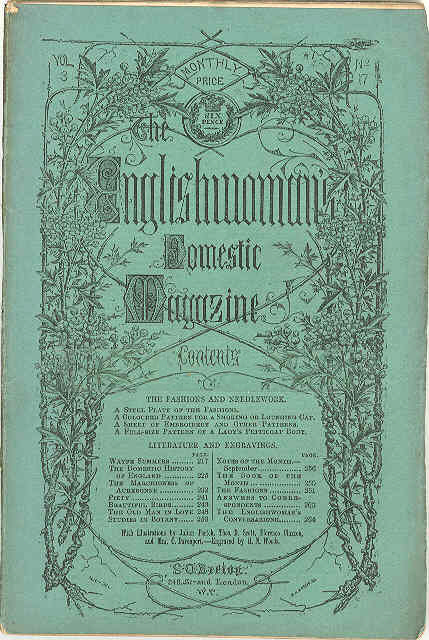
《英国妇女家庭杂志》，1861 年 9 月

在承受丧子之痛的同时，比顿继续在《英国妇女家庭杂志》工作。虽然她并非一名正式厨师，但她和塞缪尔从其他来源获取食谱。读者们请求提供自己的食谱，结果收到了超过2000份，这些食谱均由比顿夫妇挑选和编辑。已出版的作品也被抄袭，但大部分都未注明来源。这些书籍包括伊丽莎·阿克顿的《私人家庭现代烹饪》伊丽莎白·拉法尔德的《经验丰富的英国管家》、玛丽·安托万·卡雷姆的《巴黎皇家糕点师》、路易·尤斯塔什·乌德的《法国厨师》、阿莱克西斯·索耶的《现代家庭主妇或家政师》和《全能厨师》 、汉娜·格拉斯的《简单易懂的烹饪艺术》、玛丽亚·伦德尔的《家庭烹饪新体系》 、以及夏尔·埃尔梅·弗兰卡特利的作品。苏珊娜·戴利（Suzanne Daly）和罗斯·G·福尔曼（Ross G. Forman）在考察维多利亚时代烹饪文化时认为，抄袭使得烹饪食谱成为“维多利亚中期和中产阶级社会的重要指标”，因为文本出自读者之手，确保了它反映了当时实际烹饪和食用的情况。在复制他人食谱时，比顿遵循了她家的朋友亨丽埃塔·英格利什（Henrietta English）的建议。英格利什写道：“烹饪是一门科学，只有通过长期的经验和多年的学习才能学会，而你当然没有经历过。因此，我的建议是从各种出版的最佳烹饪书籍中收集收据，编写成一本书。天知道，有很多种类的书籍供你选择。”
比顿夫妇的食谱部分沿用了阿克顿食谱的编排方式，但做了重大改动：阿克顿先列出烹饪方法，然后列出所需食材，而《英国妇女家庭杂志》的食谱则先列出食材，然后再列出烹饪过程。比顿食谱采用的标准化编排方式还显示了每份菜肴的大概成本、食材的季节性以及每道菜的份数。 20 世纪英国烹饪作家伊丽莎白·大卫认为，比顿作品的优点之一是“其一般说明清晰详细，评论简洁明了，旁白实用”。历史学家玛格丽特·比瑟姆认为，该书的优点之一是“一致的组织原则，使内容各异的内容看起来统一有序”，并带来了一致的呈现和编排风格。戴利和福尔曼认为这种方法“毫无新意”，而休斯则认为它是“维多利亚中期人们最喜爱的东西，一个体系”。
在1858-59年格外寒冷的冬天，比顿自己做了汤，送给平纳的穷人，“这汤是为了慈善目的而做的”；她的姐姐后来回忆说，比顿“忙着为穷人做汤，孩子们经常带着罐子过来要她再加满”。这个菜谱成为了她《家政之书》中唯一属于她自己的条目。经过两年的流产，这对夫妇的第二个儿子于1859年6月出生；他也被命名为塞缪尔·奥查特·比顿。休斯认为流产是塞缪尔患有梅毒的进一步证据。
休斯认为，早在 1857 年，比顿夫妇就曾考虑利用杂志专栏编写一本收集食谱和家庭护理建议的书 。1859 年 11 月，他们与《英国妇女家庭杂志》合作推出了一系列 48 页的月刊增刊。整套增刊的印刷版块从一开始就确定了，因此每期增刊之间的间隔固定为 48 页，无论内容如何。在一些期刊中，一个句子或一个食谱的正文会被拆分在上一期的结尾和下一期的开头。
比顿夫妇决定改版《英国妇女的家庭杂志》，尤其是时尚专栏，历史学家格雷厄姆·诺恩称其为“相当乏味的部分”。 1860 年 3 月，他们前往巴黎会见法国杂志《时尚箴言报》的出版商阿道夫·古博。该杂志刊登了一张折叠纸，纸上画有全尺寸的服装样板，供读者剪下并制作自己的衣服。比顿夫妇与古博达成协议，让这位法国人为他们的杂志提供样板和插图。刊登这一新专栏的第一期于 5 月 1 日出版，此时距离夫妇俩从巴黎回来已经过去了六周。在重新设计的杂志中，伊莎贝拉与塞缪尔共同担任编辑，伊莎贝拉被称为“女编辑”。这对夫妇不仅是联合编辑，也是平等的合伙人。伊莎贝拉为塞缪尔通常杂乱无章、挥霍无度的处事方式带来了效率和敏锐的商业头脑。她每天陪丈夫上班，乘火车去办公室，她的出现引起了通勤者的骚动，其中大多数是男性。 1860年6月，比顿一家前往爱尔兰基拉尼度假两周，把儿子留在家中照顾保姆。他们很享受观光，不过下雨天就待在酒店里，忙着编辑下一期《英国妇女家庭杂志》。比顿对他们享用的食物印象深刻，并在日记中写道，晚宴“颇具法式风格”。
1861年9月，比顿夫妇出版了一份新的周刊，名为《女王——妇女报纸》。由于比顿夫妇忙于经营其他刊物，他们聘请了弗雷德里克·格林伍德担任编辑。

### 比顿夫人的《家政书》及后续作品，1861年至1865年
比顿夫人的《家政书》完整版于 1861 年 10 月 1 日出版，共 24 期，每月出版一次；这成为十九世纪出版界的重大事件之一。比顿在书中附上了一份长达 26 页的“分析索引”。虽然这并不是什么创新——自 1855 年以来， 《家庭朋友》杂志就一直在使用这个索引——但休斯认为《家政书》中的索引“极其详细，并有详尽的交叉引用”。全书共 1,112 页，其中超过 900 页包含食谱。其余部分则提供了有关时尚、儿童保育、畜牧业、毒药、仆人管理、科学、宗教、急救以及使用当地和应季农产品的重要性的建议。出版第一年，该书就售出了 6 万册。它反映了维多利亚时代的价值观，尤其是勤劳、节俭和整洁。克里斯托弗·克劳森在其对英国中产阶级的研究中，认为比顿“比任何人都更好地、也更广泛地反映了这样一种乐观的信息：维多利亚时代中期的英格兰充满了机会，只要有人愿意学习如何利用这些机会”。美食作家安妮特·霍普认为“人们可以理解它的成功。如果……年轻女士们对家务安排一无所知，那么没有比这本书更好的书适合她们了。”

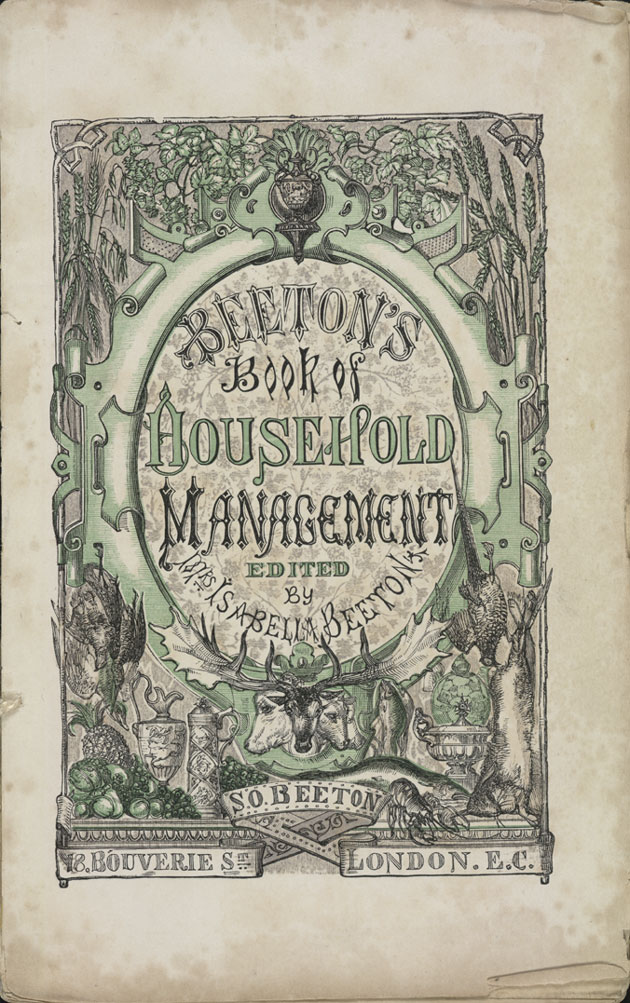
比顿夫人的《家政管理书》的封面，出版于 1861 年

《家政书》的评价颇为正面。 《伦敦旗帜晚报》的评论家认为比顿的著作家喻户晓，并评价她“成功地创作出了这本书，在未来的岁月里，它将成为每个英国家庭都珍藏的珍宝”。《星期六评论报》的评论家写道：“这本书提供了关于各种家务的实用技巧，非常有价值，我们毫不犹豫地推荐比顿夫人的著作”。《布拉德福德观察报》的匿名评论员认为“书中提供的信息……清晰易懂”；该评论员还称赞了菜谱的排版，突出了与食材、季节和所需时间相关的细节。一位匿名评论员在《晨报》上撰文称：“比顿夫人没有省略任何能让管家感到舒适的内容，也没有省略任何能帮助解决每个妻子和母亲都会遇到的诸多小麻烦和烦恼的内容。她可以肯定地预测，这本书在未来将超越其他任何同类书籍。” 对于1906年版的书，《伦敦新闻画报》的评论员认为该书是“一部令人敬畏的家庭教义”，并认为“这本书几乎是第一流的”。
自 1861 年起，塞缪尔的商业决策毫无成效，包括一项不明智的投资，购买纸张——损失了 1,000 英镑——以及一场未付账单的官司。他在商业上的傲慢带来了财务困难，1862 年初，他们夫妇从舒适的平纳住宅搬到了办公室楼上的住所。伦敦市中心的空气不利于比顿儿子的健康，他开始生病。圣诞节三天后，他的健康状况恶化，于 1862 年除夕夜去世，年仅三岁；他的死亡证明上写的死因是“抑制性猩红热”和“喉炎”。 1863 年 3 月，比顿发现自己再次怀孕，4 月，夫妇俩搬到了肯特郡格林海斯的一所房子里；他们的儿子于 1863 年除夕夜出生，取名为奥查特（Orchart）。尽管这对夫妇也曾经历过财务困难，但得益于年中将“女王”号卖给爱德华·考克斯（Edward Cox） ，他们在 1863 年还是过得相对富裕。

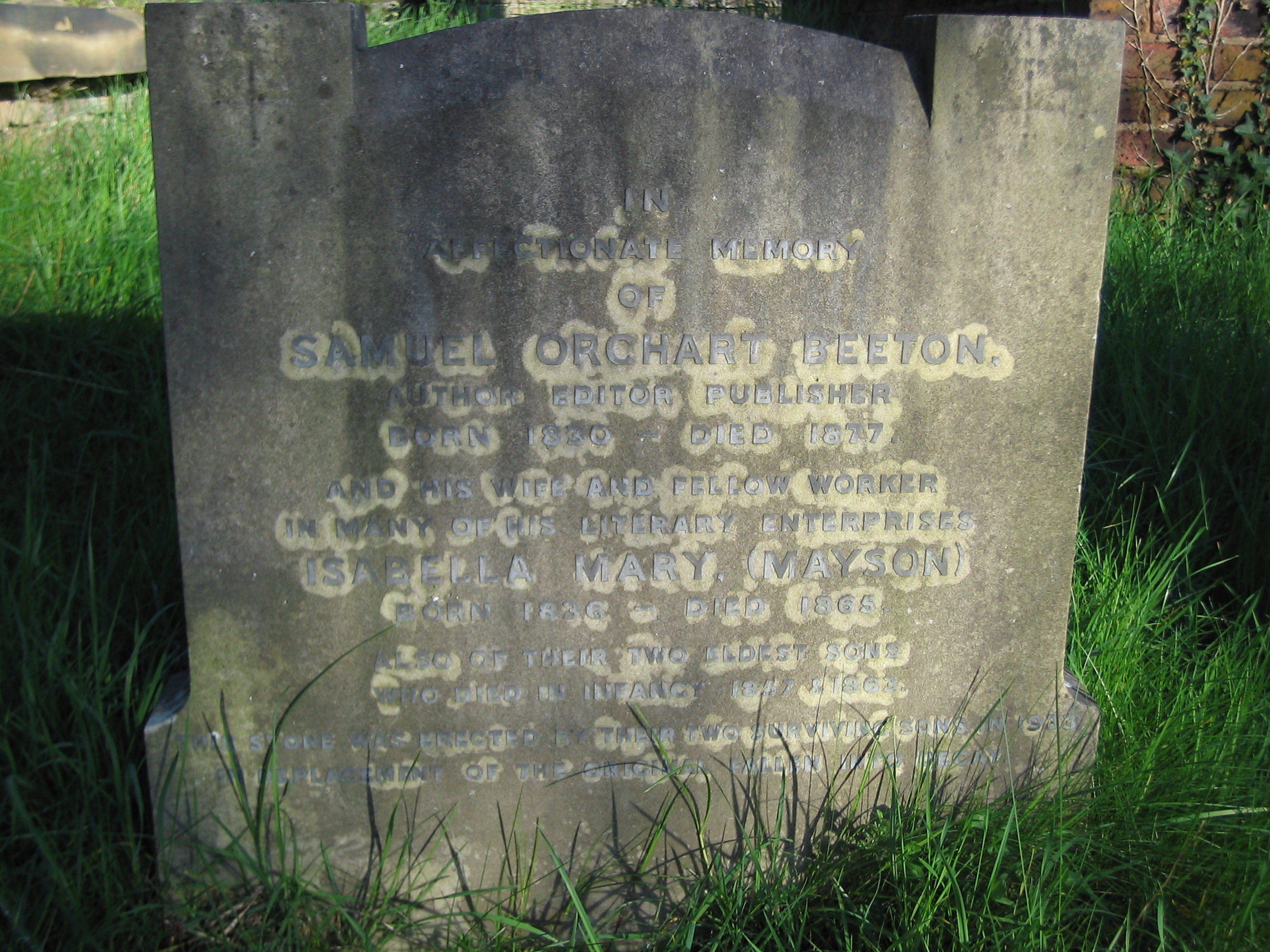
西诺伍德公墓塞缪尔和伊莎贝拉的墓碑

1864 年中，比顿夫妇再次拜访了巴黎的古博家——这是他们第三次来巴黎。和前一年一样，比顿在这次拜访中怀孕了。回到英国后，她开始编写《家政之书》 的删节版，书名是《日常烹饪词典》。 1865 年 1 月 29 日，在为词典校样时，她临产；婴儿梅森·莫斯于当天出生。第二天，比顿开始发烧，并于 2 月 6 日死于产褥热，享年 28 岁。

比顿于 2 月 11 日被安葬在西诺伍德公墓。同年， 《日常烹饪词典》出版，塞缪尔在结尾处附加了一段对妻子的颂词：
她的作品不言而喻；尽管她在事业巅峰时就离开了这个世界，而且才刚刚成年，但她仍然感到满足——对于所有怀着善意和热情奋斗的人来说，这种满足是如此强烈——因为她知道自己受到了尊重和感激。 ——  塞缪尔·比顿，《日常烹饪词典》

## 财务

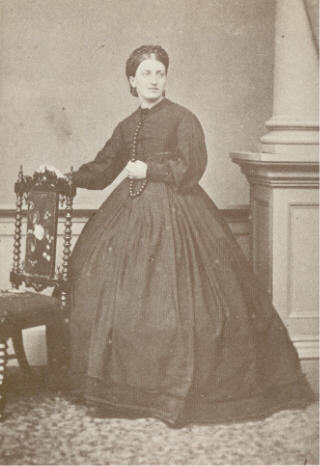
1860年的伊莎贝拉

1866 年 5 月，塞缪尔的财务状况急剧下滑，他将《家政之书》的 版权卖给了沃德、洛克和泰勒公司（后来的沃德洛克公司）。作家南希·斯佩恩在她为伊莎贝拉所写的传记中写道，考虑到公司从比顿夫妇的作品中赚取的金钱，“肯定没有人做过比塞缪尔更糟糕、更不切实际的交易”。在随后的出版物中，沃德·洛克隐瞒了比顿夫妇的生活细节，尤其是伊莎贝拉的去世，目的是通过让读者认为她仍然活着并且在创作食谱来保护他们的投资——休斯认为这是“故意审查”。后来的版本继续将比顿与比顿联系起来，比瑟姆认为这是一种“相当无情的营销政策，这种政策始于比顿，但由沃德、洛克和泰勒大力推行”。后续以比顿名字命名的书籍越来越不能反映原著的风格。《家政书》 自出版以来，已发行了无数精装本和平装本，并被翻译成多种语言，从未绝版。
在整个二十世纪，比顿及其主要著作一直饱受批评。伊丽莎白·戴维抱怨她的食谱“有时草率且具有误导性”，但她也承认普罗斯佩·蒙塔涅的《拉鲁斯美食学》也存在错误。电视厨师迪莉娅·史密斯承认，她对“比顿夫人的书究竟是如何完全掩盖……（阿克顿的）优秀作品”感到困惑，而她的同行厨师克拉丽莎·迪克森·赖特则认为：“将英国烹饪的衰落归咎于任何一个人或一本书都是不公平的，但伊莎贝拉·比顿和她那本广为流传的书确实有很多问题需要回答。” 相比之下，美食作家比·威尔逊 (Bee Wilson)认为，贬低比顿的作品只是一种“时髦”的姿态，这位厨师的作品“只会让人想做饭”。记者兼美食评论家克里斯托弗·德莱弗 (Christopher Driver) 认为，英国本土烹饪在“1880 年至 1930 年间相对停滞不前，缺乏精致”，或许可以用“在连续的编辑、修订和扩充下逐渐贬低”来解释。大卫评论说，“当朴素的英国厨师”在厨房里活跃时，“他们会遵循朴素的英国食谱，主要是比顿夫人书籍或其衍生作品中的食谱”。迪克森·赖特认为，从社会史的角度来看，比顿是一处“引人入胜的信息来源” ，而艾利特和奥迪什则认为这部作品是“学者研究维多利亚中期家庭史的最佳、最可靠的指南”。
尽管饱受批评，克劳森还是指出，“‘比顿夫人’……一个多世纪以来一直是标准的英语食谱，其销量常常超过除《圣经》以外的所有书籍”。据《牛津英语词典》记载，早在1891年， “比顿夫人”一词就被用作“烹饪和家政方面的权威”的统称，而比瑟姆则认为，“‘比顿夫人’已经成为一个商标、一个品牌名称”。加文·高（Gavin Koh）在2009年《英国医学杂志》（BMJ）上发表的一篇评论称，《比顿夫人家政书》是一部医学经典著作。高认为，比顿“试图让普通读者了解常见的疾病及其处理方法”，“她的著作开创了当今家庭健康指南的先河”。战略管理学教授罗宾·温斯利认为，比顿在家庭管理方面的建议和指导也适用于企业管理，而且她在这方面的课程比她关于烹饪或礼仪的一些建议更经受住了时间的考验。
1934 年，喜剧《拜见比顿夫人》在电台播出，塞缪尔在剧中被描绘得不太好看；1973年，纪录片《比顿夫人》播出后，梅斯顿·比顿与 H·蒙哥马利·海德合作制作了传记《比顿夫妇》，但直到 1951 年才完成出版。与此同时，南希·斯潘于 1948 年出版了比顿夫人和她的丈夫》，1956 年更新并更名为《比顿的故事》。在新版本中，斯潘暗示了塞缪尔感染梅毒的可能性，但没有详细说明。随后又出现了几部其他传记，包括历史学家萨拉·弗里曼，她于 1977 年创作了《伊莎贝拉与萨姆》 ；诺恩的《比顿夫人：150 年的烹饪与家政》出版于比顿诞辰 150 周年，休斯的《比顿夫人的短暂一生和漫长岁月》出版于 2006 年。比顿多年来一直被《国家人物传记词典》忽略：阿克顿在 1885 年出版的第一卷中就被收录，而比顿直到 1993 年才被收录。
关于比顿的电视节目有很多。1970年，玛格丽特·蒂扎克在罗斯玛丽·希尔编剧的独角戏中饰演比顿；2006年，安娜·马德利在一部纪录片中饰演比顿；同年，索菲·达尔主持了一部纪录片《了不起的比顿夫人》。

文学史学家凯特·托马斯 (Kate Thomas) 视比顿为“塑造维多利亚时代中产阶级家庭生活的一股强大力量” 而牛津大学出版社在宣传《家政书》删节版时，则认为比顿的作品是维多利亚时代中产阶级身份的“奠基性著作” 和“塑造该身份”的“一股力量”。 在此背景下，历史学家萨拉·理查森 (Sarah Richardson) 认为，比顿的成就之一是将家政学的不同线索整合到一本书中，这“提升了中产阶级女管家的角色……将其置于更广阔、更公开的背景中”。诺恩引述了一位不愿透露姓名的学者的观点，他认为“比顿夫人主义维护了家庭作为社会单位的地位，并使社会改革成为可能”。而尼古拉·汉布尔在其英国食品史著作中，则将《家政书》 视为“社会变革的引擎”，它引发了“对家庭生活的全新崇拜，并在维多利亚中期的生活中发挥了重要作用”。诺恩认为比顿
……一位非凡非凡的女性，在她生前备受赞誉，但后来却被遗忘和忽视，因为对轻食的骄傲……不再被视为女性的先决条件。然而，她以她充满活力、进步的方式，帮助许多女性克服了婚姻的孤独，并赋予了家庭应有的重要性。在她那个时代的氛围中，她勇敢、坚强，是世界各地姐妹们孜孜不倦的捍卫者。